# Хьор-Гренцхаузен
Хьор-Гренцхаузен (на немски: Höhr-Grenzhausen) е град в Рейнланд-Пфалц, Германия, с 9346 жители (към 31 декември 2015).
Център е на керамичната индустрия.